# سلتيا

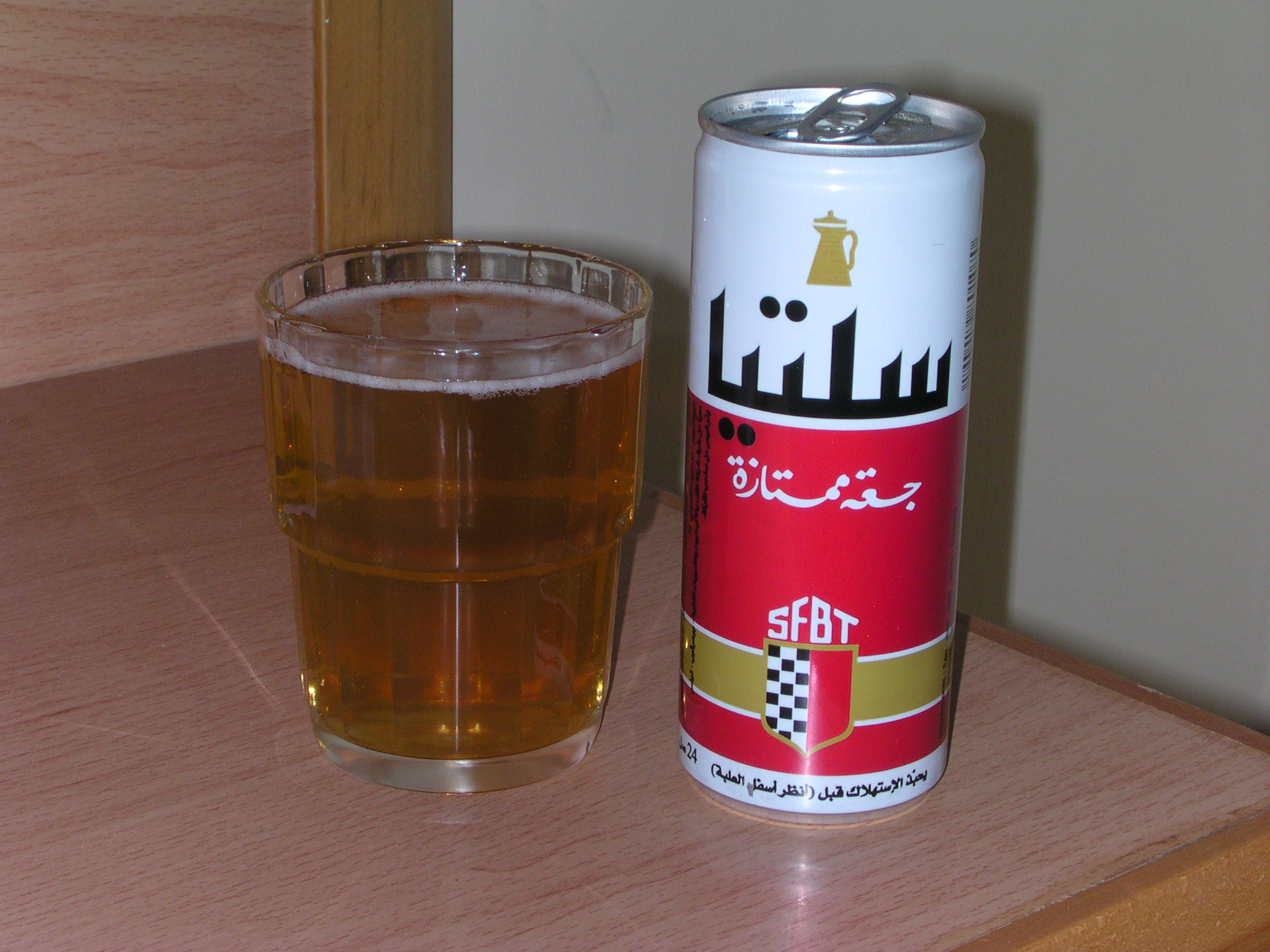
علبة سلتيا

سلتيا (Celtia)، هي جعة شقراء تونسية. يعود بداية إنتاجها إلى 1951  وهي الجعة الأكثر رواجا في البلاد. تبلغ درجة الكحولة للسلتيا 5 درجات وهي تسوّق في زجاجات خضراء من 25 أو 30 صل (صناديق 24 زجاجة) أو علب حمراء وبيضاء من 24 أو 33 أو 50 صل (في صناديق 24 علبة). يقع إنتاج سلتيا المملوكة لشركة صنع المشروبات بتونس (شركة التبريد ومعمل الجعة بتونس سابقا) في مصنع الجعة بمنطقة باب سعدون. في ديسمبر 2012 أطلق موقع الكتروني باسم ""الو سلتيا" لتسويقها مباشرة في 6 بلدان أوروبية وهي فرنسا وإيطاليا وبلجيكيا وألمانيا والمملكة المتحدة ولوكسمبورغ.
1. ↑  تاريخ جعة سلتيا من موقعها الرسمي [وصلة مكسورة] نسخة محفوظة 25 أبريل 2014 على موقع واي باك مشين.
2. ↑  أسعار البيع بالتفصيل للمواد المؤطرة من موقع وزارة التجارة التونسية نسخة محفوظة 27 سبتمبر 2016 على موقع واي باك مشين.
3. ↑  "« Allo Celtia » : أول موقع الكتروني تونسي لبيع الجعّة" ، موزاييك أف أم في 18 ديسمبر 2012 نسخة محفوظة 04 مايو 2014 على موقع واي باك مشين.

## وصلات خارجية
- موقع سلتيا الرسمي